# Vasak de Siounie
Vasak de Siounie,  Vasak de Siwnik` ou Vasak Siouni (en arménien Վասակ Սյունի ; mort en 452) est un prince de Siounie de 410 à 452 et le second marzbân d'Arménie, de 442 à 452. Il appartient à la famille Siouni.

## Biographie
Fils  du prince Babik (384/385-404), c'est un neveu de la reine Pharantzem, épouse d'Aršak II, roi d'Arménie selon Cyrille Toumanoff. Christian Settipani remarque que Toumanoff s'appuie sur la généalogie donnée par l'historien Stépanos Orbélian, laquelle présente des incohérences, comme sept générations qui se succèdent en l'espace de 80 ans. Il corrige les données d'Orbélian avec d'autres sources : Babik, le frère de la reine Pharantzem n'est attesté que jusqu'en 374. Moïse de Khorène raconte que Babik a un fils, Dara, qui fut généralissime d'Aršak III et tué en 385. Le prince suivant est Valinak, tué par son neveu Vasak. Christian Settipani en déduit que Vasak de Siounie est le neveu de Dara et de Valinak, et le petit-fils de Babik. 
Aux dires d'Elišé Vartabed, « Vasak (...) n'avait pas obtenu légalement la principauté de Siwnik`, mais avait tué, à force de trahison et d'intrigues, son oncle Valinak et repris alors le titre ».
En 428, à la demande des nakharark d'Arménie, le roi sassanide Vahram V décide de déposer le roi Artaxias IV d'Arménie et d'abolir la monarchie arsacide en Arménie. Pour gouverner cet ancien royaume devenu province, il nomme le seigneur iranien Veh Mihr Chapour avec le titre de marzbân. Les grands féodaux arméniens, comme Archavir Kamsarakan, Sahak Bagratouni, Vasak Siouni, Vardan Mamikonian et Nerchapouh Arçrouni, conservent une place prépondérante dans les affaires du pays. Veh Mihr Chapour meurt en 442, après une administration considérée comme juste et libérale, en ayant su maintenir l'ordre sans heurter de front le sentiment national. Il est remplacé par Vasak de Siounie, qui avait montré des positions favorables aux Perses.
Vahram V avait permis le maintien du christianisme en Arménie, tout en cherchant à détacher l'Église d'Arménie de l'influence de Byzance pour la rattacher à l'Église syriaque. Son fils et successeur, Yazdgard II, est au contraire un mazdéen piétiste et entreprit d'imposer le mazdéisme à toute la population de l'Arménie, en s'appuyant sur Varazvahan, gendre de Vasak de Siounie. Il commença par envoyer en premières lignes les contingents arméniens lors des guerres contre les Huns Hephtalites, à dégrader les seigneurs arméniens qui refusaient de se convertir, voire à supplicier des nakharark qui célébraient leur foi sans discrétion. Ensuite, en 449, un édit mettait les Arméniens en demeure d'embrasser la foi mazdéiste. L'épiscopat et la noblesse arménienne se réunirent alors et envoyèrent au roi perse une réponse collective assurant de l'obéissance absolue de l'Arménie, mais repoussèrent toute idée d'apostasie.
En réponse à ce manifeste, Yazdgard II convoque les principaux nakharark, dont le marzban Vasak de Siounie. Il les reçoit froidement, et exige qu'ils accomplissent face au Soleil les prosternations requises par le rite mazdéen. Sur le conseil d'un officier chrétien de la cour, il s’exécute, mais en sous-entendant qu'elles ne s'adressent qu'au vrai Dieu, même si Vardan Mamikonian répugnait à s'y prêter et ne le fit qu'après l'insistance des autres. Persuadé de la sincérité de leur conversion, Yazdgard II les renvoie en Arménie, accompagnés de prêtres mazdéens chargés de convertir le peuple arménien, d'élever des temples dans les villes et de transformer des églises en pyrées et de fermer les autres.
La résistance partit du clergé, gagna la population et finit par entraîner les nakharark. Ceux-ci, réticents, consultèrent Vasak de Siounie, qui tenait à conserver les bonnes grâces des Perses et les incita à ne pas rejoindre la révolte. Vardan Mamikonian, partagé entre sa foi chrétienne et sa fidélité au roi perse, décida de s'installer en territoire byzantin, mais le marzban Vasak, ne pouvant laisser le clan le plus puissant passer sous l'influence byzantine, le supplia de revenir. Il revint, mais décida d'organiser une révolte générale. Surpris par l'ampleur de celle-ci, Vasak de Siounie fut contraint d'y adhérer. Surprises, les garnisons perses sont massacrées. 
Les Perses réagissent en envoyant une de leurs armées en Albanie du Caucase. le patriarche Hovsep de Holotsim et les principaux nakharark, Vasak de Siounie en tête, envoient une ambassade à Constantinople pour leur demander de l'aide. Mais l'Empire romain fait alors face à la menace des Huns d'Attila et ne peut pas intervenir. Les Arméniens se retrouvent seuls et s'organisent pour faire face aux Perses. Vardan Mamikonian remporte quelques succès, mais Vasak en profite pour se rendre maître de places fortes arméniennes et pour prendre en otage les enfants de maisons hostiles à sa politique. Vardan Mamikonian revient alors dans la province de l'Ayrarat que Vasak évacue, après en avoir épuisé les vivres. Faute de pouvoir les ravitailler, Vardan Mamikonian est obligé de disperser ses troupes.
Vasak se rend à la cour du roi de Perse et obtient un édit de tolérance pour le culte chrétien en Arménie et une amnistie pour les rebelles. Vardan continue la révolte, mais est tué lors de la bataille d'Avarayr en 451. Yazdgard II enlève la charge de marzban à Vasak et la donne à un Iranien du nom d'Adhour Hordmidz et convoque les nakharark à la cour. Vasak, qui s'attendait à des honneurs pour sa politique iranophile, est emprisonné et jeté dans un cachot où il meurt peu après de maladie. La Siounie est donnée à son gendre Varazvahan. Les nakharark sont emprisonnés en Hyrcanie et gardés en otage pour assurer la docilité de l'Arménie.

## Postérité
Il laisse quatre enfants, :
- Babgen Ier, prince de Siounie,
- Bakour vers 451-454,
- Amirneršeh ou Atrnerseh,
- une fille, mariée à Varaz-Vahan, prince de Siounie.